# 체르노빌의 아이들
《체르노빌의 아이들》(Chernobyl Heart)은 미국에서 제작된 매리안 델레오 감독의 2003년 다큐멘터리 영화이다. 제76회 아카데미상의 아카데미 단편 다큐멘터리 영화상을 수상했다. 윌리엄 노빅 등이 주연으로 출연하였고 매리안 델레오 등이 제작에 참여하였다.

## 출연
- 윌리엄 노빅
- 아디 로체

## 같이 보기
- 심실중격결손